# پروانه‌ایان جغدی
زیرخانوادۀ پروانه‌ایان جغدی (نام علمی: Morphinae) جزء تیره فرچه‌پایان و عضو بالاخانواده پروانه‌وارها می‌باشد.